# Paula Odivelská
Matka Paula Odivelská, vlastním jménem Paula Teresa da Silva e Almeida (1701–1768) byla portugalská jeptiška a královská milenka.

## Život

### Mládí
Paula Teresa da Silva e Almeida se narodila 17. června 1701. Jejími rodiči byli zlatník Adrião de Almeida Paulo a jeho manželka Josefa da Silva y Sousa. Paula měla dvě sestry, Marii Micaellu a Leocádii Felícii.
Všechny tři sestry se staly jeptiškami v klášteře svatého Denise v Odivelas, pravděpodobně na přání svého otce. Marie Micaela se stala novickou v létě roku 1704 a ještě téhož roku složila řeholní slib. Paula Tereza se stala novickou v roce 1717 a slib složila v únoru následujícího roku. Pouze Leocádia Felícia se nestala jeptiškou, opuštěla klášter, aby se mohla vdát.

### Aféra s králem

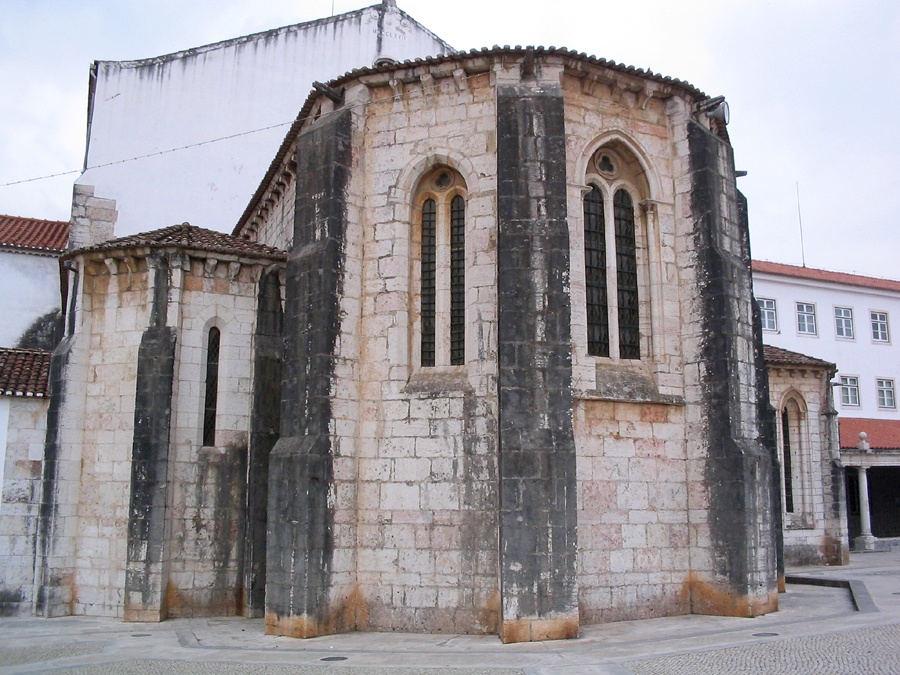
Klášter sv. Denise v Odivelas

Klášter svatého Denise v Odivelas nedaleko Lisabonu byl v prvních dvaceti letech 18. století oblíbeným místem, kam chodila šlechta.
Kolem roku 1719 tam začala aféra krále Jana V. a Pauly.  Nikdo přesně neví, jak se tito dva poprvé seznámili. Každopádně, Paula porodila 8. září 1720 v Lisabonu chlapečka, který dostal jméno José de Braganza.
Díky králově přízni se jí podařilo získat v klášteře přednostní místo, stala se abatyší. Krom toho podporoval král také její rodinu. Jejímu otci daroval pozemky a povýšil ho do rytířského stavu.
O Paule se říkalo, že je velmi namyšlená a ráda říká věci, které se nehodí do úst člověka s jejím postavením v klášteře. Od roku 1728 dostávala Paula měsíční rentu a Jan V. pro ni nechal postavit rezidenci Paulin dům. V domě byly pokoje i pro Paulinu sestru Marii. Sídlo bylo zbouráno až v roce 1948, protože hrozilo, že se zřítí.

### Po králově smrti
Když král Jan V. zemřel, Paula se do kláštera vrátila. Neznamenalo to ovšem konec jejího luxusního životního stylu. Užívala si bohatství i po smrti krále. 
Zemřela ve věku 67 let a byla pohřbena v klášteře sv. Denise v Odivelas.

## Popkultura
V románu Baltasar a Blimunda portugalského spisovatele Josého Saramaga, nositele Nobelovy ceny, popisuje král matku Paulu jako „klášterní květinu vonící kadidlem, nádherné maso.“
Objevila se také v seriálu Madre Paula z roku 2017.